# Amt Bad Bramstedt-Land
Het Amt Bad Bramstedt-Land is een Amt in de Duitse deelstaat Sleeswijk-Holstein. Het omvat veertien gemeenten in de Kreis Segeberg. Het bestuur voor het Amt is gevestigd in de stad Bad Bramstedt. Die stad  maakt zelf geen deel uit van het Amt.

## Deelnemende gemeenten
1. Armstedt
2. Bimöhlen
3. Borstel
4. Föhrden-Barl
5. Fuhlendorf
6. Großenaspe
7. Hagen
8. Hardebek
9. Hasenkrug
10. Heidmoor
11. Hitzhusen
12. Mönkloh
13. Weddelbrook
14. Wiemersdorf